# منظمة الملاكمة العالمية

شعار منظمة الملاكمة العالمية.

منظمة الملاكمة العالمية (بالإنجليزية:World Boxing Organization) هي منظمة معترف بها في بطولات العالم لملاكمة المحترفين. ومعترف بها أيضا من قبل قاعة مشاهير الملاكمة الدولية والتي تعتبر واحدة من أربعة مجموعات رئيسية في بطولة العالم، بالإضافة إلى رابطة الملاكمة العالمية، المجلس العالمي للملاكمة، والاتحاد الدولي للملاكمة.

## التأسيس
تأسست المنظمة عام 1988 ويقع المقر الرئيسي للمنظمة في سان خوان، بورتوريكو.

## روابط خارجية
- الموقع الرسمي